# جربارة ملتبسة
جربارة ملتبسة (الاسم العلمي:Gerbera ambigua) هي نوع من النباتات تتبع جنس الجربارة من الفصيلة النجمية.